# UDS Tecnologia
A UDS é uma empresa de tecnologia com atuação nacional e internacional. Seu portfólio reúne Desenvolvimento de Software, Desenvolvimento de Aplicativos, Cloud Computing, Inteligência Artificial, Recrutamento e Outsourcing de TI. A empresa também possui plataformas white label para operações financeiras, como a FinStack e Benify, e para streaming, como a Play Prime.
Fundada em 2003, a UDS também tem escritórios em São Paulo, Braga (Portugal) e Orlando (Estados Unidos). Conta com cerca de 189 colaboradores que atuam em projetos digitais para clientes de mais de 30 países.
Em 2025, a UDS entrou para o Ranking do Financial Times The Americas’ Fastest-Growing Companies pelo terceiro ano consecutivo como um dos negócios que mais cresceram em faturamento entre os anos de 2020 e 2023. A UDS registrou um crescimento anual composto (CAGR) de 62% e um aumento total de 328%.

## Marcos
- Em 2020, reconhecida como um dos Melhores Desenvolvedores de Aplicativos na América Latina pela Clutch.[6]
- Em 2022, considerada uma das principais empresas parceiras AWS na América Latina.[7]
- Em 2023, recebeu a certificação como Great Place to Work após pesquisa de clima e cultura realizada com todos os colaboradores.[8]
- Em 2023, entrou para o ranking Financial Times (The Americas’ Fastest-Growing Companies 2023), sendo a corporação brasileira de tecnologia que mais cresceu na América, com CAGR de 53% e aumento total de 259%.[9]
- Em 2024, novamente reconhecida como Great Place to Work.[10]
- Em 2024, designada Parceira AWS Advanced,[11] única empresa brasileira com AWS Cloud Operations Services Competency[12] e AWS Media & Entertainment, com o maior número de SDPs da AWS (21) no mundo.[13]
- Em 2024, novamente entrou no ranking do Financial Times, ocupando a 165ª posição entre 500 empresas, sendo a 6ª organização brasileira e a 1ª em seu segmento.[14]
- Em 2025, a empresa seguiu no ranking de empresas que mais cresceram nas Américas entre 2020 e 2023, com crescimento anual composto (CAGR) de 62% e um aumento total de 328%.[15]
- Ainda em 2025, a empresa lançou no mercado mais um produto white label, a FinStack, composta por componentes de software prontos para transações e operações financeiras.[16]

## Parceira de Serviços AWS
A AWS Partner Network (APN) é uma rede de empresas capazes de implementar soluções baseadas na Amazon Web Services (AWS). O nível AWS Advanced é concedido a empresas parceiras que contam com conhecimento técnico superior e histórico comprovado na implementação de soluções na nuvem. Empresas nesse nível atendem a requisitos rigorosos de certificações, cases e validações técnicas (SDPs), garantindo alto padrão de qualidade nos serviços oferecidos.
A UDS possui 21 validações AWS, maior número de SPDs no mundo:
| Categoria                              | Validação AWS                                                                                               |
| -------------------------------------- | --- |
| Banco de Dados e Migração              | Amazon RDS Delivery, AWS Database Migration Service Delivery, Amazon DynamoDB Delivery                      |
| Computação e Containers                | Amazon EKS Delivery, Amazon ECS Delivery, Amazon EC2 for Windows Server Delivery, AWS Graviton Delivery     |
| Serviços de Rede e Segurança           | AWS WAF Delivery, AWS Control Tower Delivery                                                                |
| Aplicações e Integrações               | AWS Lambda Delivery, Amazon API Gateway Delivery, AWS Service Catalog Delivery, AWS CloudFormation Delivery |
| Armazenamento e Transferência de Dados | AWS Transfer Family Delivery                                                                                |
| Monitoramento, Governança e Automação  | Amazon CloudFront Delivery, Amazon EC2 Systems Manager Delivery, AWS Config                                 |
| Big Data e Analytics                   | Amazon QuickSight, Amazon EMR Delivery, Amazon MSK Delivery, Amazon OpenSearch Service Delivery             |